# George D. Tillman

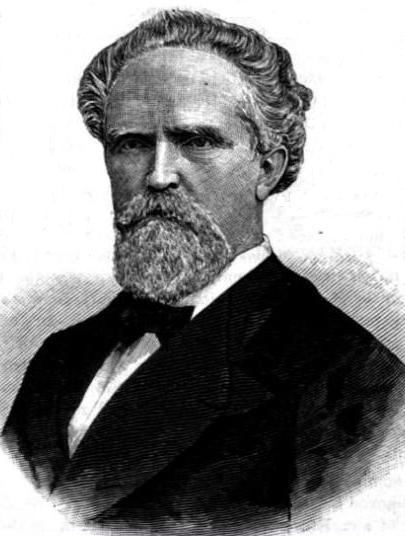
George D. Tillman

George Dionysius Tillman (* 21. August 1826 bei Curryton, Edgefield County, South Carolina; † 2. Februar 1902 in Clarks Hill, South Carolina) war ein US-amerikanischer Politiker. Zwischen 1879 und 1893 vertrat er zweimal den Bundesstaat South Carolina im US-Repräsentantenhaus.

## Werdegang
George Tillman stammte aus einer Sklavenhalterfamilie. Er war der ältere Bruder von Benjamin Ryan Tillman (1847–1918), der zwischen 1890 und 1894 Gouverneur von South Carolina und von 1895 bis 1918  US-Senator für diesen Staat war. Er besuchte öffentliche Schulen in Penfield (Georgia) und Greenwood (South Carolina). Danach begann er ein Studium an der Harvard University, das er nicht beendete. Nach einem anschließenden Jurastudium und seiner im Jahr 1848 erfolgten Zulassung als Rechtsanwalt begann er in Edgefield zu praktizieren.
Tillman war Mitglied der Demokratischen Partei. Zwischen 1854 und 1855 saß er als Abgeordneter im Repräsentantenhaus von South Carolina. Während des Bürgerkrieges war der Sklavenhalter zwischen 1862 und 1865 Soldat in der Armee der Konföderierten Staaten. Im Jahr 1864 wurde er noch einmal in das Repräsentantenhaus seines Staates gewählt. 1865 war er Delegierter auf einer Versammlung zur Neufassung der Verfassung von South Carolina. Im gleichen Jahr wurde er Mitglied des Staatssenats. 1876 kandidierte Tillman noch erfolglos für den Kongress.
1878 wurde er im fünften Wahlbezirk von South Carolina in das US-Repräsentantenhaus in Washington, D.C. gewählt. Dort trat er am 4. März 1879 die Nachfolge des Republikaners Robert Smalls an. Bis zum 3. März 1881 absolvierte er eine reguläre Legislaturperiode im Repräsentantenhaus. Bei den Wahlen des Jahres 1880 wurde er bestätigt. Am 4. März 1881 trat er seine zweite Legislaturperiode im Kongress an. Das Wahlergebnis wurde aber von Robert Smalls, seinem Vorgänger und Gegenkandidaten, angefochten. Nachdem diesem Einspruch stattgegeben worden war, musste Tillman am 19. Juni 1882 sein Mandat an Smalls abtreten.
Im Jahr 1882 kandidierte Tillman erfolgreich im zweiten Distrikt von South Carolina für seine Rückkehr in den Kongress. Dort trat er am 4. März 1883 die Nachfolge von Edmund William McGregor Mackey von der Republikanischen Partei an. Nach vier Wiederwahlen konnte er bis zum 3. März 1893 fünf zusammenhängende Legislaturperioden im US-Repräsentantenhaus absolvieren. Von 1891 bis 1893 war er Vorsitzender des Patentausschusses. 1892 verfehlte Tillman die erneute Nominierung seiner Partei für eine weitere Amtszeit. In den folgenden Jahren arbeitete er in der Landwirtschaft und als Publizist. Im Jahr 1895 war er Mitglied einer Kommission zur Überarbeitung der Verfassung von South Carolina. 1898 bewarb er sich erfolglos um das Amt des Gouverneurs von South Carolina. George Tillman starb am 2. Februar 1902 in Clarks Hill.